# モンスターズ・インク“ライド&ゴーシーク!”
- 東京ディズニーランド
  - トゥモローランド > モンスターズ・インク“ライド&ゴーシーク!”
  - 東京ディズニーランドのアトラクション > モンスターズ・インク“ライド&ゴーシーク!”

モンスターズ・インク“ライド&ゴーシーク!” (Monsters, Inc. Ride & Go Seek!) は、東京ディズニーランドにあるアトラクションである。

## 来歴
- 2006年1月30日 - 当アトラクションの導入決定が発表される[1]。
- 2008年4月9日 - パナソニックとの間にスポンサー契約が締結されたことが発表される[2]。
- 2009年3月31日～同年5月6日 - 「モンスターズ・インク」の仲間達が塗装された『ドリームクルーザー』が登場[3]。
- 2009年4月1日 - 当アトラクションオープンを記念して、「東京ディズニーランド年間パスポート」の台紙デザインがリニューアル。このデザインは2010年3月31日までの期間限定[4]。
- 2009年4月15日 - グランドオープン[5]。
- 2010年5月1日 - リニューアルオープン[6]。

## 概要
| モンスターズ・インク"ライド＆ゴーシーク!" Monsters, Inc. Ride & Go Seek! | モンスターズ・インク"ライド＆ゴーシーク!" Monsters, Inc. Ride & Go Seek! | モンスターズ・インク"ライド＆ゴーシーク!" Monsters, Inc. Ride & Go Seek! | モンスターズ・インク"ライド＆ゴーシーク!" Monsters, Inc. Ride & Go Seek! |
| ------------------------------------------------------------------------ | ------------------------------------------------------------------------ | ------------------------------------------------------------------------ | ------------------------------------------------------------------------ |
| オープン日                                                               | オープン日                                                               | 2009年4月15日                                                            | 2009年4月15日                                                            |
| スポンサー                                                               | スポンサー                                                               | パナソニック                                                             | パナソニック                                                             |
| 所要時間                                                                 | 所要時間                                                                 | 約4分                                                                    | 約4分                                                                    |
| 定員                                                                     | 定員                                                                     | 3人/1台×3台/1編成                                                        | 3人/1台×3台/1編成                                                        |
| 利用制限                                                                 |                                                                          | 本文参照                                                                 | 本文参照                                                                 |
| ファストパス                                                             | ファストパス                                                             |                                                                          | 2022年現在はサービス停止中                                               |
| シングルライダー                                                         | シングルライダー                                                         |                                                                          | 対象外                                                                   |

ディズニー/ピクサー映画『モンスターズ・インク』をモチーフにしたアトラクション。外観は映画にも登場した「モンスターズ社（インク）」の建物となっている。設置場所は東京ディズニーランド開園時から2002年6月30日まで運営が行われたアトラクション『ミート・ザ・ワールド』の跡地。アトラクション名の「ライド&ゴーシーク」は、英語でかくれんぼを意味する「ハイド・アンド・シーク (hide-and-seek)」をもじったもの。
隠れているモンスターがかぶっているヘルメットのMマークにフラッシュライトの光で照らすことで、さまざまな反応が返ってくるようになっている。ゲストはブーと共にモンスターシティへ遊びに来たという設定で、ブーと共にかくれんぼゲームへ参加するという形になる。キャストは、モンスターズインクに警備員として雇われている。これは、社長のサリーが「人間と関わるようになって日が浅いモンスターシティで、人間のゲストの案内をスムーズかつ安全に行うには、人間を雇うのが1番｣と考えたためである。キャストの着るコスチュームのロゴには「MONSTER'S INC SECURITY」と記載されている。
アトラクション建設投資費用は、ショップを含め約100億円。
オープン初日である2009年4月15日は長蛇の列ができ、この日の待ち時間は最高で330分（5時間半）となった。年齢制限と身長制限はない。
2023年7月26日から「40周年記念プライオリティパス」を導入している。
利用制限
- 補助なしで、座っていられない子供は利用できない。
- 車椅子で利用する場合はアトラクション入り口付近にいるキャストとの相談の上、専用の乗り場に誘導される。ライドには車椅子のまま乗車することは出来ず、自分自身でライドに乗り移る必要がある（ファストパスエントランスから入場し、通常の乗り場で利用することもできる）。
- ライド1台あたりの最大定員は3人乗りだが、これは7歳未満の子供を含む場合に限る。(以前は未就学児かを基準としていたが、年齢に基準が変更となった。)7歳以上の場合は2人までとなる。また、7歳未満の子供にはパーク内共通の規定として、16歳以上の同伴が必要である。

### リニューアル
2010年5月1日にリニューアルオープンした。リニューアル内容は、ブーやモンスター達の追加、ライトを当てると音が鳴ったりモンスター達が反応するヘルメットの追加、台詞のリニューアル、液晶画面の追加など。また、終盤にブーの笑いによって起こるスパークの演出と共に写真撮影が行われ、アトラクション乗車後にモニターで見る事ができる（販売はされていない）。

## ストーリー
ブーを人間の世界に送り返したあとの話。モンスターシティに遊びに来たブーを楽しませようと、サリーやマイクらモンスター達は「かくれんぼゲーム」を企画する。ブーと共にモンスターシティにやって来たゲストは、「セキュリティトラム」というライドに乗り込む。そして、マイクがメインパワーのスイッチをオフにして「かくれんぼゲーム」が始まる。しかし作中でモンスターシティを追われたはずのランドールが良からぬことを画策しているという噂があった。
ゲストは、トラムに装備されている「フラッシュライト」という懐中電灯で、隠れているモンスターを探す。トラムに乗ったゲストは、モンスターズ社のロッカールームや爆笑フロア、モンスターシティやハリーハウゼン・レストランなど映画の世界を進んで行き、モンスターを探す。

## TV-CM
オープン前に次のようなテレビコマーシャルが放映された。
- 2009年3月中旬頃 - 『かくれんぼ』篇。
- 2009年4月中旬頃 - 『トレーニング』篇。
- 2009年7月頃 - 『夏の東京ディズニーランドはモンスターズ・インク!』篇（このアトラクションと「ジュビレーション!」のモンスターズ・インクの部分とスペシャルイベント「クラブ・モンスターズ・インク“笑いってクール!”」の紹介）。

## メイキング
2009年5月20日に発売されたDVD『モンスターズ・インク 2-Disc プレミアム・エディション』とBlu-ray Disc版には、アトラクションのメイキング映像『日本に上陸! モンスターズ・インク“ライド&ゴーシーク!”』が収録されている。

## トリビア
- 設定が映画の後になっているので、正面エントランスの社訓は映画の時の「WE SCARE BECAUSE WE CARE（訳：真心込めて脅かします）」から「IT'S LAUGHTER WE'RE AFTER（訳：私たちは、皆さんの笑いを求めています）」と変わっている。
- このアトラクションのファストパス発券機のみ、発券毎にランダムでモンスターの声が流れるようになっている。
- ショップの前にはマイクの車が駐車してあり、フォトスポットとなっている。
- トラムに装備してあるフラッシュライトの光は、2009年夏以降から普通の光ではなくモンスターズ・インクのキャラクター（サリー、マイク、ロズ、ブー、ランドール、ロッキー）が描かれた光になっている。
- 爆笑フロア（旧絶叫フロア）では、ある箇所で「ミッキーマウス・レビュー」終演の名残を思わせる「ミッキーマウス・クラブ」のフラッグを見ることができる。
- ブーの部屋では右下にニモのライトがある。
- ブーの部屋では、散らばったブロックがWDIの文字になっている。
- このアトラクションにおけるスタンバイの過去最高待ち時間は2009年5月4日に記録した380分である[要出典]。
- このアトラクションには隠れミッキーが二つ存在する。

## モンスターズ・インク・カンパニーストア
| モンスターズ・インク・カンパニーストア | モンスターズ・インク・カンパニーストア |
| -------------------------------------- | -------------------------------------- |
| オープン日                             | 2009年4月15日                          |
| スポンサー                             | なし                                   |
| 宅配センター                           | なし                                   |

「モンスターズ・インク“ライド&ゴーシーク!”」と同時にオープンしたショップ。場所はアトラクションの入り口の右側にあり、アトラクションの降り場と直結している。モンスターズ・インクをテーマにしたストラップ、ピン、菓子類やモンスターズ・インクのヘルメットなどを販売している。設定としては、モンスターズ・インクで働くモンスターたちが利用する売店となっている。ショップ内には、モンスターズ・インク社員へのメッセージやトロフィー、写真などが飾られている。

## クラブ・モンスターズ・インク“笑いってクール!”
2009年7月8日から8月31日まで開催された夜のスペシャルイベント。内容は、サリーとマイクがシンデレラ城前にクラブをオープン。ミッキーやミニー達と笑いやダンスを楽しむ というもの。イベント限定のスペシャルグッズも販売された。

## 関係事項
- トゥモローランド
- モンスターズ・インク